# フィンセント・ファン・ゴッホの手紙

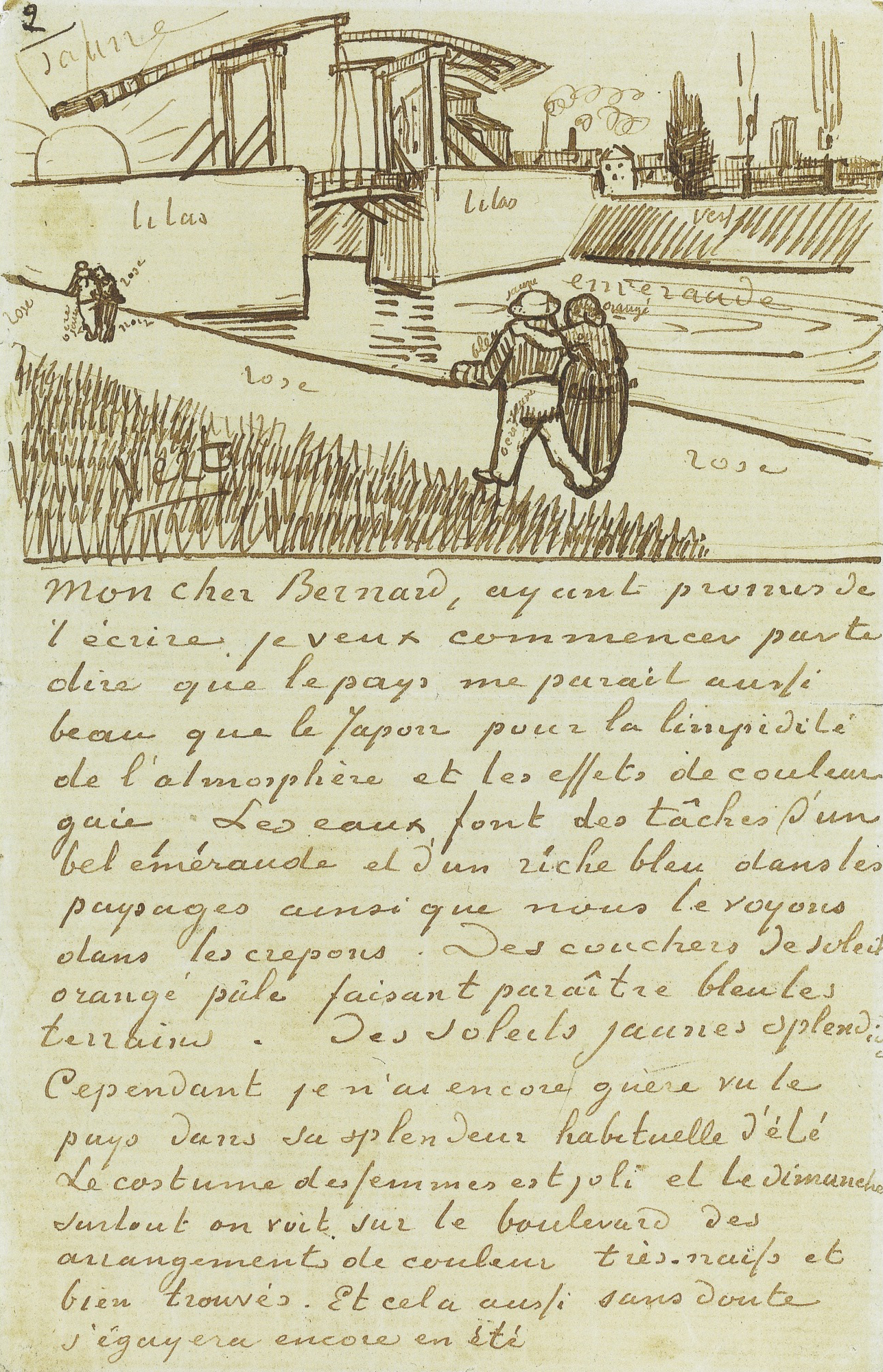
ゴッホがアルルからエミール・ベルナールに送った手紙と、そこに描かれたスケッチ。

フィンセント・ファン・ゴッホの手紙（てがみ）では、画家フィンセント・ファン・ゴッホ（1853年3月30日 - 1890年7月29日）が弟テオやその他の家族・友人らとの間で交わした手紙について述べる。

## 成立

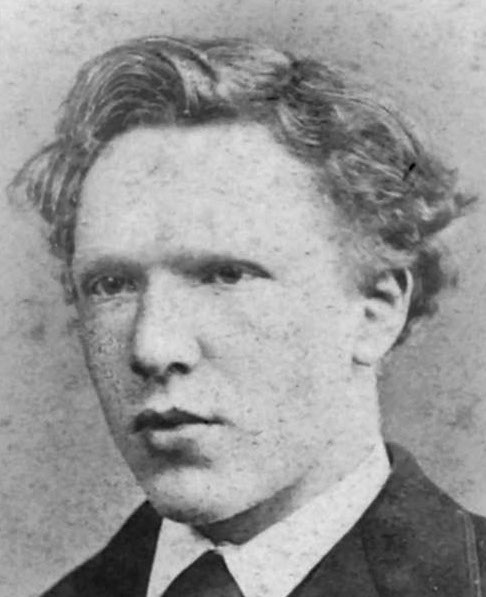
フィンセント・ファン・ゴッホ（1871年-1872年頃。当時18歳）。

ゴッホ美術館によれば、ゴッホが書いた手紙で現存するものは819通あり、そのうち弟で画商だったテオドルス・ファン・ゴッホ（通称テオ）に宛てたものが651通、さらにそのうちテオとその妻ヨハンナ・ファン・ゴッホ＝ボンゲル（ヨー）の2人に宛てたものが83通である。その他の宛先には、画家アントン・ファン・ラッパルト、エミール・ベルナール、妹ヴィレミーナ・ファン・ゴッホ（通称ヴィル）などがいる。
一方、ゴッホが受け取った手紙は83通残っており、うち39通がテオからのもの、2通はテオとヨー連名のものである。

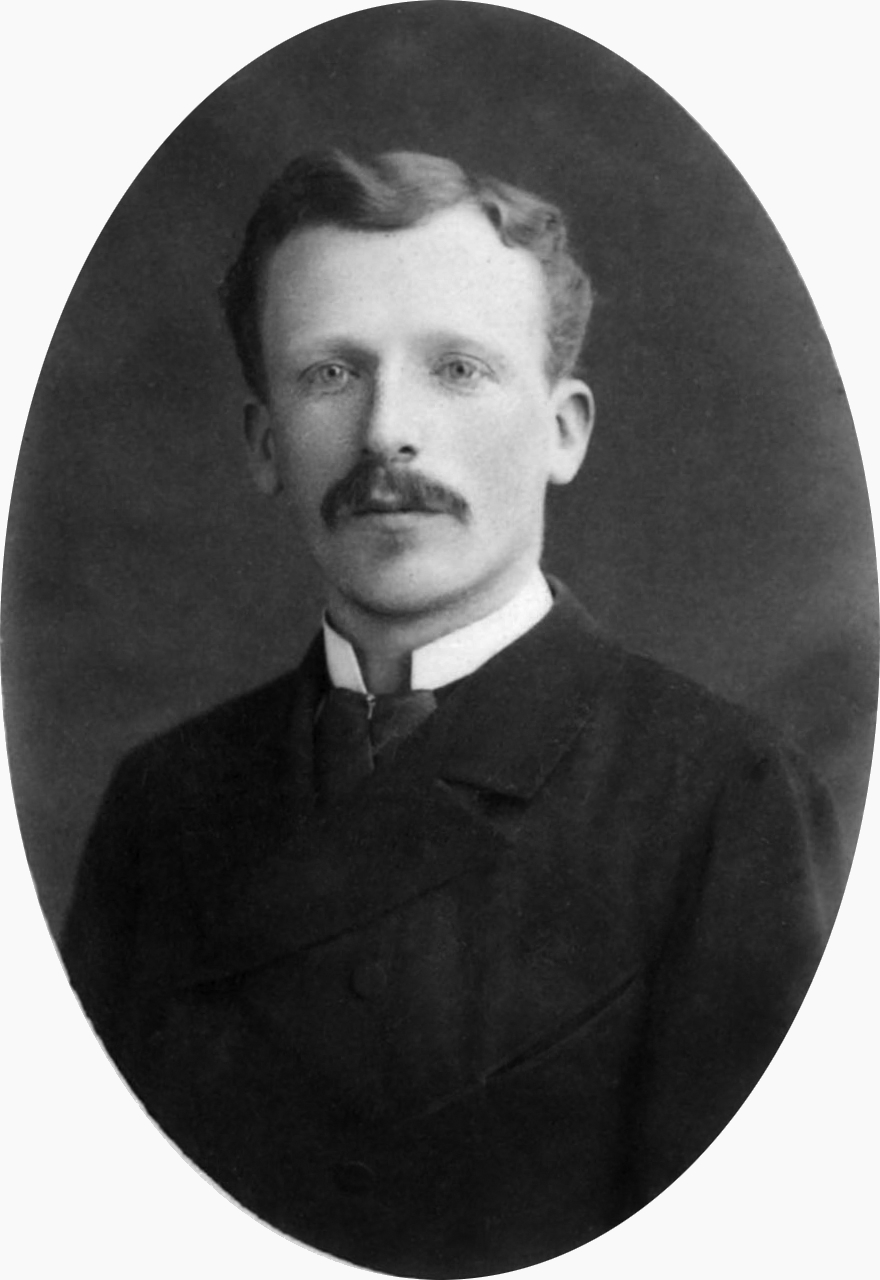
テオドルス・ファン・ゴッホ（1888年、当時31歳）。

ゴッホの最初の手紙は、1872年9月29日、テオに宛てたものであった。当時、ゴッホは19歳で、画商グーピル商会ハーグ支店で働き始めてから3年がたっていた。この夏、まだ学生だったテオがハーグの兄のもとを訪れ、その直後にゴッホが手紙を書いた時から、2人の間の手紙のやり取りが始まった。ただ、最初の3年ほどは、仕事のことなど決まりきった内容が多く、比較的短いものが多かった。
1875年夏に、ゴッホはキリスト教に関心を抱くようになり、手紙は聖書や宗教書からの引用が急激に増える。この頃、聖書のコリントの信徒への手紙二から「悲しんでいるようであるが、常に喜んでおり」という引用をしているが、彼はその後もこれをモットーのように繰り返している。イギリスのラムズゲート、そしてアイズルワースに移った1876年春には、長大な手紙が書かれるようになった。しかし、その後アムステルダムでの神学部受験勉強の失敗、ボリナージュでの伝道活動の失敗により聖職者になる道が閉ざされると、1879年からは宗教書からの引用は一気に消え去った。1870年代終わり頃からは、手紙はゴッホにとって感じたこと、考えたことを表現する手段という意味合いを持つようになった。また、ゴッホにとって、テオが、家族の中での唯一の理解者として位置づけられてくる。
1880年頃、画家になることを決意してからは、ゴッホの手紙の中での関心も専ら絵に向かう。そして、テオや、ラッパルト、ポール・ゴーギャン、ベルナールらに対して書かれた手紙からは、ゴッホが最初に素描に専念したこと、新たな画材を試みたこと、構図や正確な描写に苦労したこと、読書、他の芸術家との触れ合いや美術館への訪問などから刺激を受けたこと、色彩についての考え方、南仏でのアトリエの構想など、画家としての成長過程を詳細に知ることができる。一方で、衣食住など彼の日常の生活ぶりについては、情報が少ない。

## 保存状況
テオは、兄からの手紙を含め、大量の書類を捨てずに保管しており、それは、1891年にテオが亡くなった後は、妻ヨー、そして息子フィンセント・ウィレムに相続されてから、ゴッホ財団に引き継がれ、現在、ゴッホ美術館に保管されている。
もっとも、失われたと思われる手紙もある。1879年8月から、家族間の手紙が急激に減っており、テオがこの時期は手紙を保管していなかったか、捨ててしまった可能性もあるが、ヤン・フルスケルは、この時期のゴッホと家族との争いを露わにしすぎるという理由で隠滅された可能性があると考えている。1880年は、父がゴッホをヘールの精神病院に入れようとした時期である。1883年初頭の手紙も失われているとみられる。
他方、ゴッホは、自分が受け取った手紙を余り保存しておらず、捨てたり燃やしたりしてしまっているものが多いようである。ゴッホ宛の書簡で残っているのは83通しかない。特に、パリ時代以前の手紙は数通しか残っておらず、77通は晩年2年のもの、そのうち65通は1888年12月の発作以降のものである。1889年4月末以降は、テオとヨーからの手紙がほぼ完全に残っていることから、ゴッホは、この頃、手紙を取っておくことに決めたものと思われる。
手紙の中に、「手紙をありがとう」、「……からの手紙を受け取った」、「……に手紙を送った」といった言及があるものがあり、これらの表現を手がかりにすると、現存する902通（ゴッホ発819通、ゴッホ宛83通）のほかに、ゴッホが書いた手紙約290通、受け取った手紙約550通があったと推定される。これを合計すると約1750通となる。このほかに、言及されないまま失われた手紙がどの程度あるかは分からない。

## 刊行史

### 第1期書簡集の成立まで

#### ヨーによる刊行準備

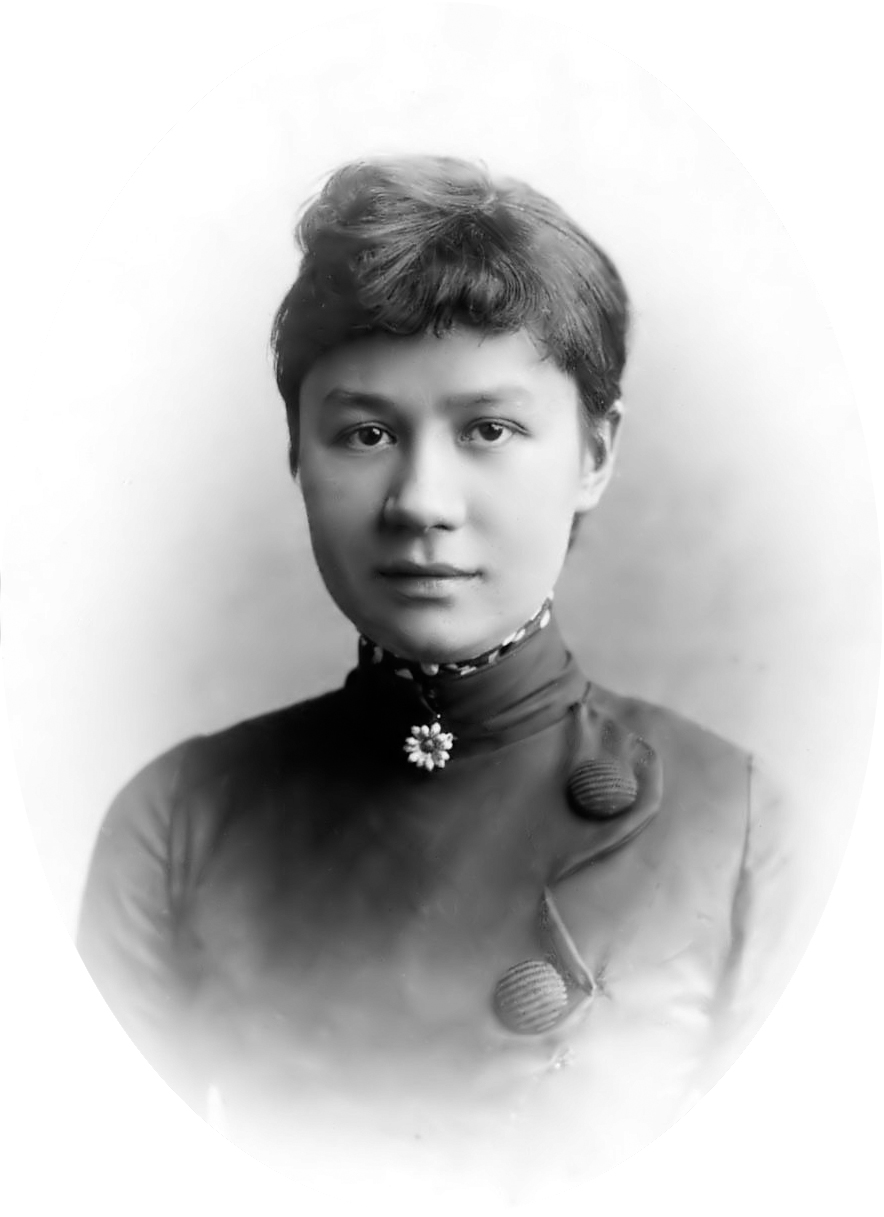
テオの妻で、ゴッホの書簡集編纂に尽力したヨハンナ・ファン・ゴッホ＝ボンゲル（ヨー）。

テオは、兄から受け取った手紙を保存したまま、1891年1月に亡くなった。その未亡人ヨハンナ・ファン・ゴッホ＝ボンゲル（通称ヨー）は、同年11月14日の日記に、テオが遺したのは、2人の間の子供だけではなく、フィンセントの作品を評価されるものにするという仕事だという決意を書き残している。そして、その間もなく後、手紙の刊行に向けて準備を始めた。
1892年12月から1893年2月にかけてアムステルダムで行われたパノラマ展のカタログには、ゴッホの書簡からの短い抜粋が掲載された。1893年8月には、ベルギーのオランダ語美術誌『今日と明日』誌に、これより長い抜粋が掲載された。

#### ベルナールによる雑誌への発表

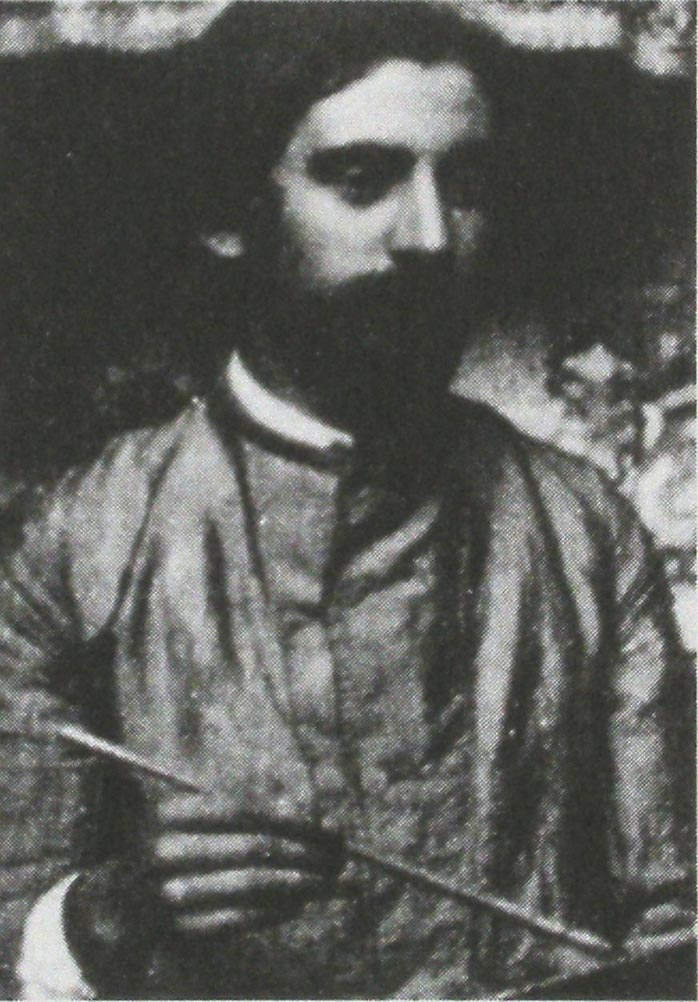
ゴッホの友人であった画家エミール・ベルナール。

ゴッホが1890年に死去してから間もなく、ベルナールは、ゴッホから受け取った手紙の公刊に向けて動き始めた。彼は、1891年、『現代の人々』誌にゴッホを紹介する記事を書き、その中で、ゴッホから受け取った手紙の刊行は「斬新さと訴求力をもったものになるだろう」と書いている。そして、1893年4月から、フランスの『メルキュール・ド・フランス』誌上で彼の小伝とともに手紙を少しずつ発表し始めた。最初の4回は4月号から7月号まで毎月掲載された。ベルナールは1892年12月31日に、編集の苦労についてヨーの兄アンドリース・ボンゲルに宛てて「手紙の一部を写したが、とても時間がかかり骨の折れる作業です。書きかけの文を補ったり、不可解な迷路の間を縫って考えを追ったりしなければならないことがしばしばです。」などと書いている。ベルナールは、この時、(1)17世紀のオランダ絵画、(2)新しい絵画、(3)ゴッホの作品と制作状況についての記述、(4)ベルナールの作品に対するゴッホの反応、(5)宗教・社会に対する考え方という5つのテーマに沿って手紙を選んだ。ベルナールは、この時の連載では手紙の抜粋のみにとどめ、「表現がきつく感情を害しかねない部分は採録せず、私自身に関わる部分は公表せず、また当時の友人たちのイニシャルだけを載せることにした」と後に説明している。掲載の順序もランダムにし、私生活の状況は分かりにくいようになっていた。
続いて1893年8月から1895年2月まで、『メルキュール』誌には、テオ宛ての書簡の抜粋が掲載された。これはベルナールがヨーから借り出したものである。手紙の掲載は、中断を挟みながら、1897年8月まで続いた。
『メルキュール』誌という権威ある雑誌での掲載は、前衛美術に関心のある読者に大きな反響を呼んだ。そして、フランス以外にも翻訳されて紹介された。ドイツでは、ブルーノ・カッシーラーが、美術誌『芸術と芸術家』の1904年と1905年の号で、絵画作品とともに、『メルキュール』誌と『今日と明日』誌に掲載された書簡のドイツ語訳を掲載した。そして、1906年にはアンソロジー的に編纂された単行本を出版し、一般の人々にもゴッホの名を知らせる役割を果たした。

#### ラッパルト宛書簡の公表

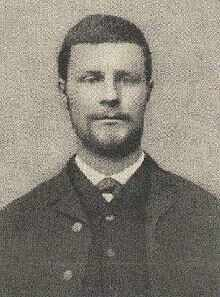
オランダ時代に交友があった画家アントン・ファン・ラッパルト。

ゴッホがオランダ時代に交流を持った画家アントン・ファン・ラッパルト（1892年没）に宛てた手紙は、1905年、オランダの月刊誌Kritiek van Beeldende Kunsten en Kunstnijverheid誌で公表された。

### 第1期書簡集の成立

#### ベルナールによる書簡集（1911年〉

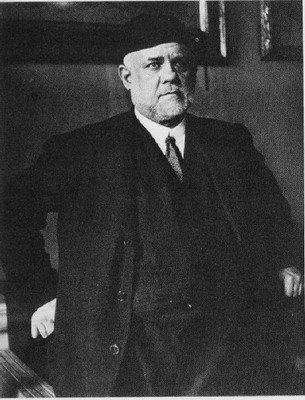
ベルナールによる書簡集を出版した画商アンブロワーズ・ヴォラール。

パリの画商アンブロワーズ・ヴォラールは、『メルキュール』誌での書簡の紹介から15年余りを経て、完全な書簡集を出版しようという企画を立て、1910年1月、彼はベルナールと契約を結び、1911年、これを出版した。この書簡集は、手紙そのものに割り当てられたのが80ページ余りであるのに対し、前書き部分が70ページを占めるものであった。前書き部分には、ベルナールがこの版のために執筆した「序文」に加え、『メルキュール』誌に掲載されたベルナール宛とテオ宛それぞれの序文、計画倒れに終わった書簡集のために書かれた1895年の序文、そして『現代の人々』誌に掲載されたゴッホについての追想文が収録されている。そして、手紙22通と、写真図版100点が収録されている。
ベルナールは、「序文」の中で、ゴッホの手紙を修正を加えずにそのまま採録したと書いているが、実際には、名前がイニシャルや仮名で置き換えたり、下品な言葉を伏せ字にしたりしているところがある。

#### ヨーによる書簡集（1914年）
1914年、ヨーが、フィンセントの手紙を3巻にまとめた書簡集Vincent van Gogh, Brieven aan zijn broederを刊行した。基本的には、フィンセントからテオに宛てられた書簡で構成され、1889年の結婚後はヨー宛の書簡も含まれる。また、両親宛の書簡、母宛の書簡も若干含まれる。
ヨーは、その序文の中で、夫テオがパリのアパルトマンの引出しにフィンセントの手紙を遺したこと、テオは出版を志したが実現を見ずに亡くなったこと、その後約24年が経ったが、それは解読と整理に時間を要したためであるとともに、フィンセントが画家としての正当な評価を受ける時期を待ったためでもあることなどを記している。
手紙は、ゴッホが過ごした場所によって時期が分けられている。言語は、ゴッホが書いた言語のまま収録されている。そのため、最初の2巻はオランダ語、第3巻は、パリ時代から始まるため主にフランス語となっている。
ただし、この書簡集は手紙の順序や日付が間違っている場合があることが研究者によって指摘されており、ヨーが人名をイニシャルに変えたり、都合の悪い箇所を飛ばしたり、インクで塗りつぶしたりした形跡もある。
ヨーと出版社（De Wereldbibliotheek 社）との契約は1911年1月18日に結ばれ、当初は、1912年にドイツ語版出版と時期を合わせて出版される予定であった。それが、1914年までずれ込み、2100部が印刷された。出版費用は、ヨーの自費であった。
そして、同じ1914年、ブルーノ・カッシーラーのいとこ、パウル・カッシーラーが、ヨーの書簡集のドイツ語訳を出版した。

### 旧完全版まで
ゴッホは、1920年頃までに各国で受容評価され、書簡集も翻訳出版された。イギリスでは1913年、ドイツ語でのカッシーラー版に基づきアンソニー・ルードヴィチが一部を翻訳し出版。
日本で最初にゴッホの手紙を紹介したのは、児島喜久雄が『白樺』（1911年2月以降から）に「ヴィンツェント・ヴァン・ゴォホの手紙」を掲載紹介（ドイツ版から訳出）した。単行判は木村荘八が、1915年に『ヴァン・ゴォホの手紙』（洛陽堂、ルードヴィチ英訳版での訳出）を出版。
昭和期は小林秀雄が『ゴッホの手紙』（新潮社、新版は新潮文庫）により1953年に第4回読売文学賞を受賞した（1950年の『藝術新潮』創刊号より連載）。
式場隆三郎は、1951-52年に『ゴッホの手紙』（全4巻、創藝社・文庫版）を始め、多くの関連著作・訳書を刊行した。式場は民藝運動を支え上記にも協力した（増補版は『炎の画家ゴッホ　式場隆三郎選集』全4巻、ノーベル書房、1981年）。
1921年にドイツ語版・ヴォラールのベルナール宛書簡集が出版された（1928年に再版）。1924年にヨー編纂のオランダ版書簡集。翌25年にヨーは没したが、ドイツ語版の再版には、ヨーの息子・フィンセント・ウィレム・ファン・ゴッホによる序文を収録し、伯父フィンセントの作品と手紙を普及周知させるためヨーが行ってきた努力が紹介されている。
イギリスでは、ゴッホの評価紹介が遅れ、1927年に初めて本格的な英語版書簡集が出版された。1938年美術史家ダグラス・クーパーの編集で、ベルナール宛書簡集の英訳版が出版された。クーパーは、ヴォラール版を用いず、オリジナルの原稿から訳出を行うとともに、初めて書簡集に学術的な立場から注釈を付した。
また、テオ、ベルナール、ラッパルト以外の人物（ポール・ゴーギャン、ジヌー夫妻、ポール・シニャック、ジョン・ピーター・ラッセルなど）に宛てた書簡も、散発的に公表されていった。
フィンセント・ウィレムは、1932年父テオからフィンセントに宛てて1888年から1890年にかけて送られた手紙41通を、Lettres à son frère Vincentとして刊行し、1100部が刷られた。フランス語での出版であった。その中には、ヨーがフィンセントに送ったものも含まれている。
1936年、ゴッホのラッパルト宛書簡が、ニューヨークで、Letters to an artist. From Vincent van Gogh to Anton G.A. Ridder van Rappard 1881-1885というタイトルで翻訳出版された。続いて1937年、オランダでも、ラッパルト宛書簡がBrieven van Vincent van Gogh aan Anthon G.A. Ridder v. Rappard 1881-1885で出版された。

### 旧完全版（1952年-54年）

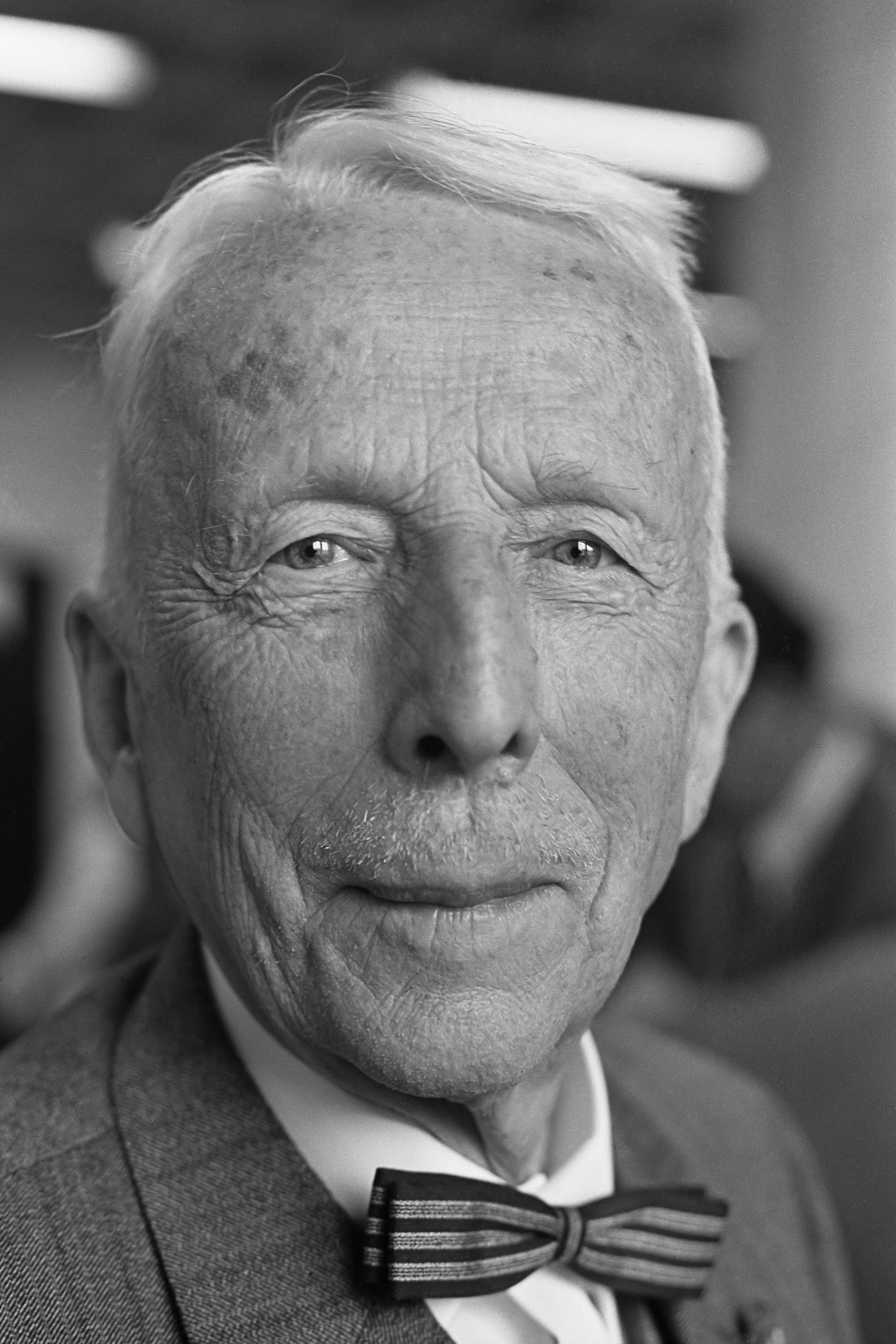
テオとヨーの子（画家ゴッホの甥）で、完全版書簡集の刊行に尽力したフィンセント・ウィレム・ファン・ゴッホ（1890年-1978年〉。

1924年に再版されたテオ宛書簡集（ヨー版〉のオランダ版は、1941年11月に品切となった。出版社であるDe Wereldbibliotheek社は更なる再版を望んでいたが、大戦により断念した。第二次世界大戦後、フィンセント・ウィレムは、ゴッホの生誕100年を機に、それまで公表された全ての書簡を一つにまとめる構想を抱いた。その結果、1952年から1954年にかけ、オランダで当時の決定版といえる全4巻のゴッホ書簡集Verzamelde brievenが発行された（旧完全版）。そこでは、テオ、ベルナール、ラッパルトなどあらゆる人との手紙のやり取りが網羅されており、ゴッホが書いたオリジナルの言語（オランダ語、フランス語、一部英語）で印刷されている。主にニューネン時代に書かれた、日付がないか書きかけのテオ宛の手紙21通、妹ヴィレミーナ・ファン・ゴッホ（ヴィル）宛の手紙22通など、それまで未発表だった手紙も収録されている。
第1巻から第3巻までは、フィンセントからテオ宛の手紙が収録されており、ヨー版書簡集で付された書簡番号がそのまま用いられている。新たに収録された手紙には、数字の後ろにa、b、cといった枝番が付されている。ところが、これらの手紙に交じって、ゴッホに関する第三者の文章が参考資料として掲載されており、それにも手紙と同じような数字と枝番が振られているという特徴がある。
第4巻には、その他の手紙と各種参考資料が収められている。まず、ラッパルト、ヴィル、ベルナール宛の手紙や、テオからフィンセントへの手紙が掲載されている。書簡番号には、それぞれ、頭文字をとってR、W、B、Tという記号が付されている。それに続く章に、各種新聞・雑誌・書籍で発表されたゴッホ回想録など、雑多な資料が収録されている。そして、最後の章には、ゴッホ家の家系についてフィンセント・ウィレムがまとめた文章が掲載されている。
1955年には早くも全2巻で再刊し1973-74年にも再版された。またイギリスでは1958年にThe complete letters of Vincent van Goghが、テームズ・アンド・ハドソンで英訳出版された。この英訳には、フィンセントからテオ宛の手紙5通が新たに収められている。1959年にはイタリア語版、1960年にはフランス語版、1965年にはドイツ語版が出版された。
日本語訳はこの版に基づき、二見史郎・粟津則雄・宇佐見英治・島本融訳『ファン・ゴッホ書簡全集』（みすず書房（全6巻）、1969‐70年、新装改版1984年）、硲伊之助訳『ゴッホの手紙』（岩波文庫 全3巻、抜粋訳）が出版された。

### 旧完全版以後
旧完全版が出された後、さらに、ゴッホからウジェーヌ・ボック宛のものなど、それまで未発見だった手紙がいくつか追加して発表された。

#### ファクシミリ版（1977年）
さらに、フィンセント・ウィレムは、1977年にゴッホ美術館で保管されているゴッホ晩年の手紙を複製印刷したファクシミリ版を出版した（全2巻のLetters of Vincent van Gogh 1886-1890）。その意図について、フィンセント・ウィレムは、研究者から原本の閲覧を求められることが多いが、原本の劣化を防ぐために、研究用にファクシミリ版を提供することにしたものと説明している。

#### ゴーギャンの書簡
ダグラス・クーパーは1983年に、ゴーギャンからゴッホ、テオ、ヨーに宛てた手紙45通を編纂し、45 Lettres à Vincent, Théo et Jo van Goghを出版した。そこには、ゴッホが受け取った未公表の手紙15通以上が収録されていた。白黒のファクシミリ版に加え、1行ごとに活字化されたテキストが示され、注が付されている。

#### 1990年オランダ語版

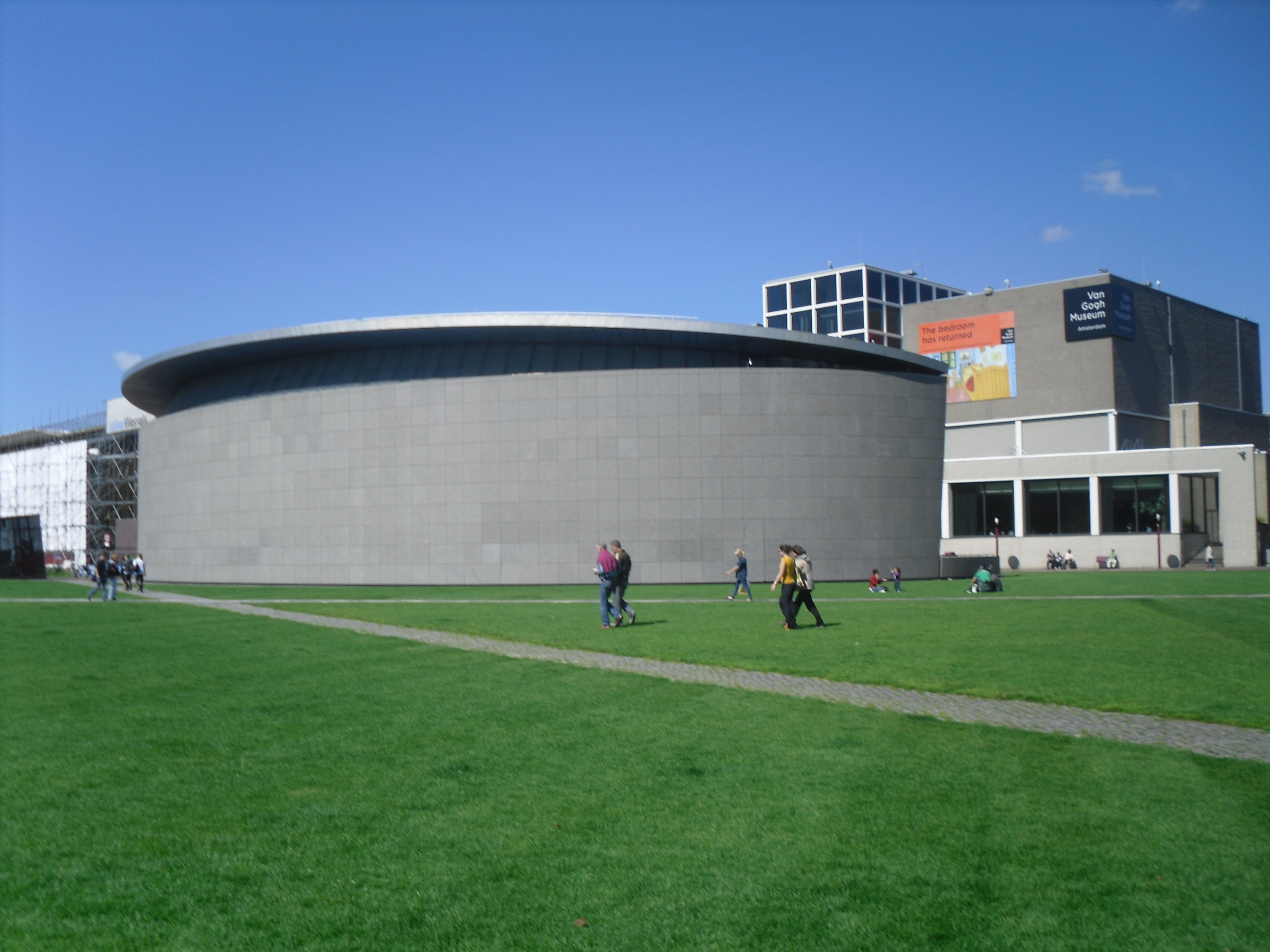
ゴッホの作品のみならず手紙に関する研究の一大拠点となっているアムステルダムのゴッホ美術館。

ゴッホ美術館は、ゴッホ没後100年の1990年を記念して、これまで発表された全ての手紙をまとめた書簡集De brieven（全4巻）を発表した。
この版では、手紙の相手方によるグループ分けはされず、全ての手紙が時系列順に配列されている。ヤン・フルスケルによる時期特定の研究結果も生かされた。全4巻で手紙に描かれたスケッチも全て白黒で印刷された。その際、スペリングは現代オランダ語のものに直され、フランス語は現代オランダ語に翻訳された。その代わり、非オランダ語読者には読むのが難しいものになった。

#### 日本語文献（近年）
- 『ファン・ゴッホの手紙』（二見史郎編訳・圀府寺司訳、みすず書房、2001年、新装版2017年）、上記のオランダ語版をもとにした抜粋訳
- 『ゴッホの手紙　絵と魂の日記』（アンナ・スー編、千足伸行監訳、冨田章・藤島美菜訳、西村書店、2012年）
- 『ゴッホのプロヴァンス便り』（マーティン・ベイリー解説、岡本由香子訳・冨田章解説、マール社、2023年）
- 『書簡で読み解くゴッホ』（坂口哲啓、藤原書店、2014年）、弟テオ宛の手紙による評伝

### ゴッホ美術館改訂版（2009年）
ゴッホの手紙の多くを所蔵するファン・ゴッホ美術館は、1994年より世界中の読者がアクセスできるように英語で、最新の研究成果を盛り込んだ新たな完全版書簡集を出す計画に着手した。オランダ王立芸術科学アカデミーのホイヘンス研究所と協働して、手紙のオリジナルのテキストと、英訳、そして注釈を収録することとした。最初の5年は原本を参照してテキストを構成するとともに注釈のための資料を収集するのに費やされ、続く5年は注釈のための研究に費やされた。同時に、英訳作業が進められた。そして、冒頭の解説が執筆された。計画当初は書籍での刊行のみが考えられていたが、2004年頃には、ウェブ上で出版する方針となった。それとともに、注釈を短くした全6巻の書籍版も出版することとなった。こうして、2009年秋、ウェブ版と、英語・オランダ語・フランス語による書籍版が同時に発表された。ウェブ版は無料公開された。
この改訂版では、天候の記録や郵便配達日数などあらゆる情報をもとに日付の書かれていない手紙の日付の特定が行われ、旧版の誤りが訂正されている。また、手紙で触れられている作品、人物、出来事に詳細な注が付されている。
日本語訳は『ファン・ゴッホの手紙 Ⅰ・Ⅱ』（圀府寺司訳、新潮社、2020年）で、ゴッホ美術館専門スタッフが精選した265通を収録。

## 意義
ゴッホの手紙は、美術史研究の上では、絵画作品の制作時期を特定する上で、最上級の史料となっている。また、制作の経緯、背景を知る上でも重要な意義を有する。テオは、画商グーピル商会に勤務し、新しい美術の動向にも詳しかったため、ゴッホが絵画観を語る上で絶好の聞き手であった。
加えて、ゴッホの手紙には、家族に対する思い、宗教や芸術に対する情熱、挫折など、内面が率直に吐露されており、その文学的価値も高く評価されている。ゴッホを他のどの画家とも違う特別な存在としているのは、その生き方を詳細に伝える濃密な内容の手紙があることだという評価もある。
さらに、ゴッホの死後間もなくから、ベルナールやヨーによってゴッホの手紙が公表されたことによって、ゴッホの生涯、そしてその芸術自体への関心が高まった。特に、1914年にヨーが出版した書簡集は、世界各国で翻訳され、これを基に、様々な伝記、小説が書かれ、伝記映画が作られてきた。

## ギャラリー

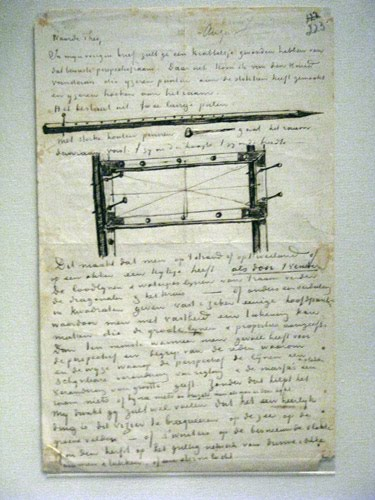
ゴッホが用いた透視枠のスケッチがある書簡254（1882年、ハーグ）。
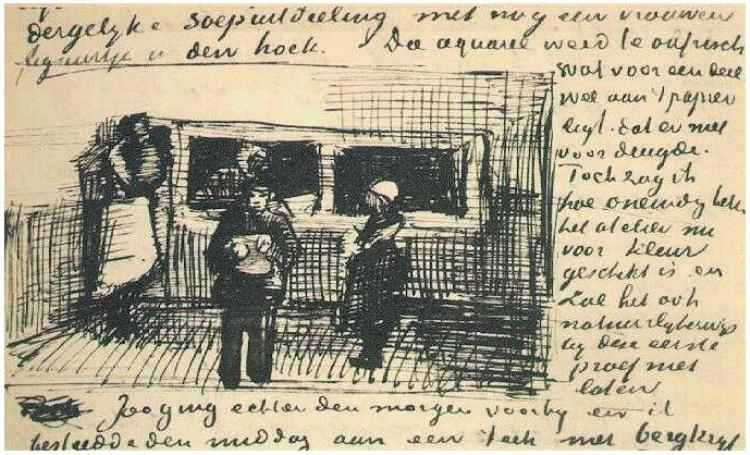
無料食料配給所のスケッチがある書簡324（1883年、ハーグ）。
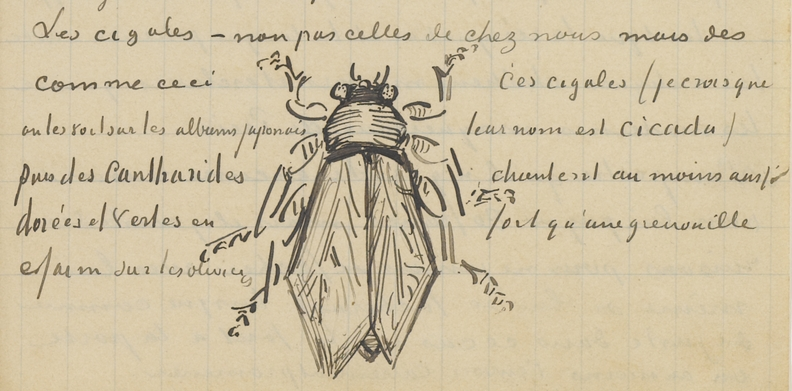
書簡638のスケッチ（1888年7月、アルル）。
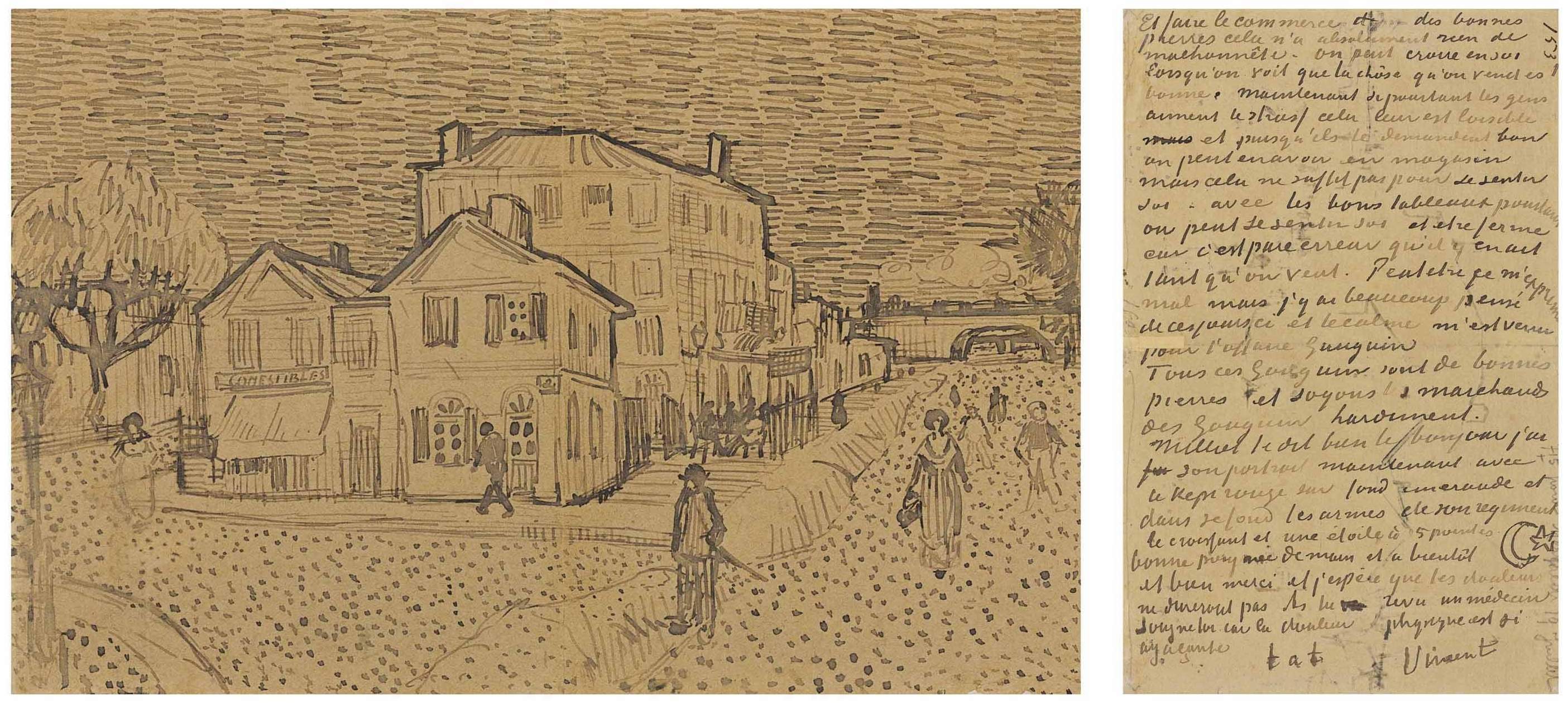
アルルの黄色い家を描いた書簡691（1888年9月、アルル）。
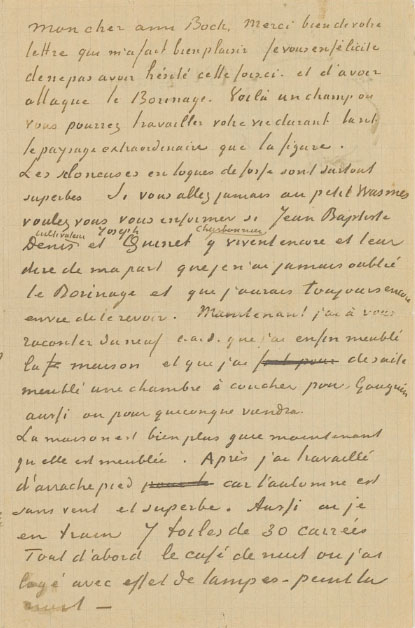
ウジェーヌ・ボック宛の書簡693（1888年10月、アルル）。
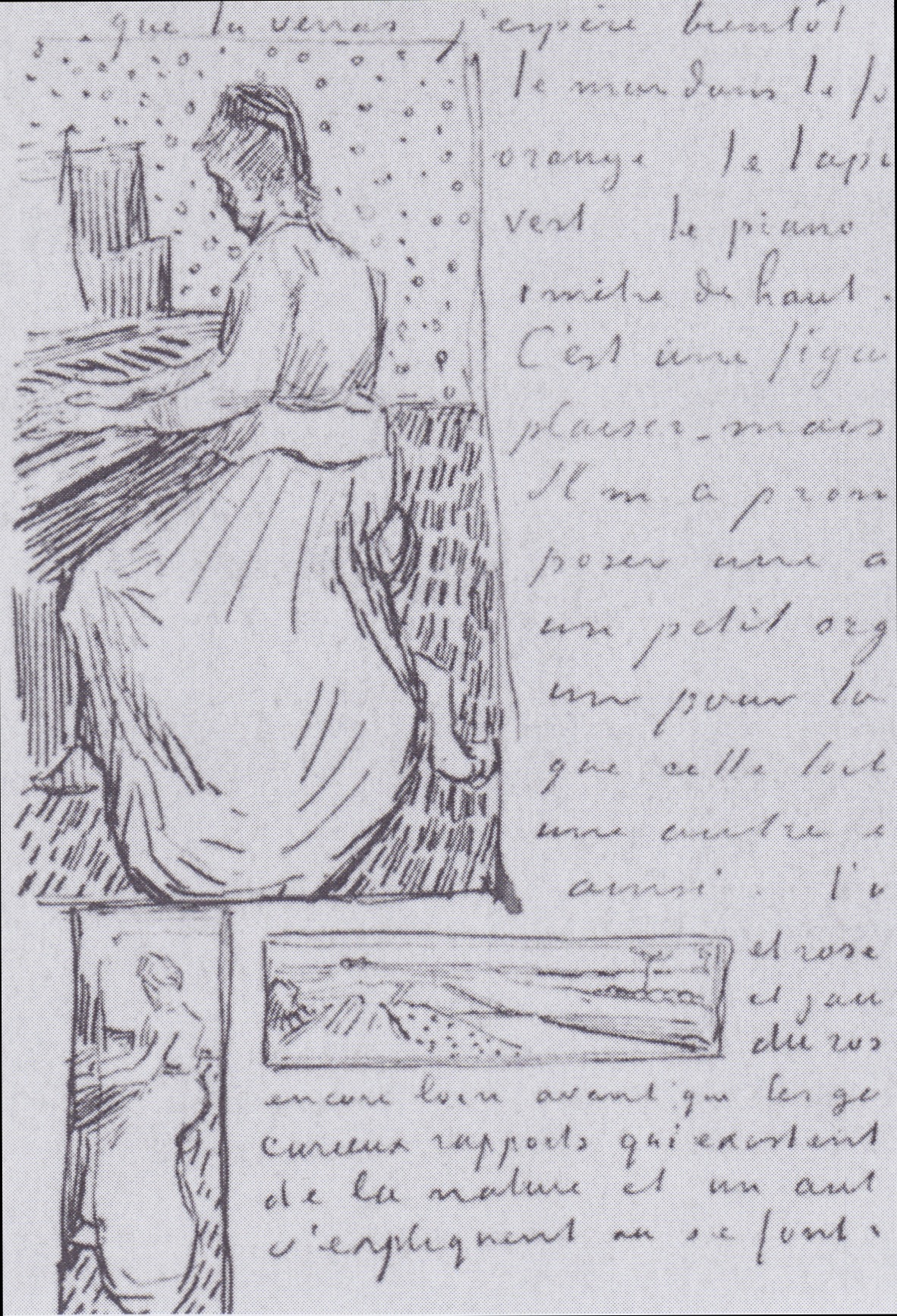
ポール・ガシェの娘マルグリットを描いた書簡893（1890年6月、オーヴェル＝シュル＝オワーズ）。